# لين وود
لين وود هو سياسي كندي، ولد في 4 فبراير 1942 في كندا. حزبياً، نشط في الحرب الديمقراطي الجديد لأونتاريو. وقد انتخب عضو برلمان مقاطعة أونتاريو.